# Marsat
Marsat is een gemeente in het Franse departement Puy-de-Dôme (regio Auvergne-Rhône-Alpes). De plaats maakt deel uit van het arrondissement Riom. Marsat telde op 1 januari 2022 1.452 inwoners.

## Geografie
De oppervlakte van Marsat bedroeg op 1 januari 2022 4,08 vierkante kilometer; de bevolkingsdichtheid was toen 355,9 inwoners per km².

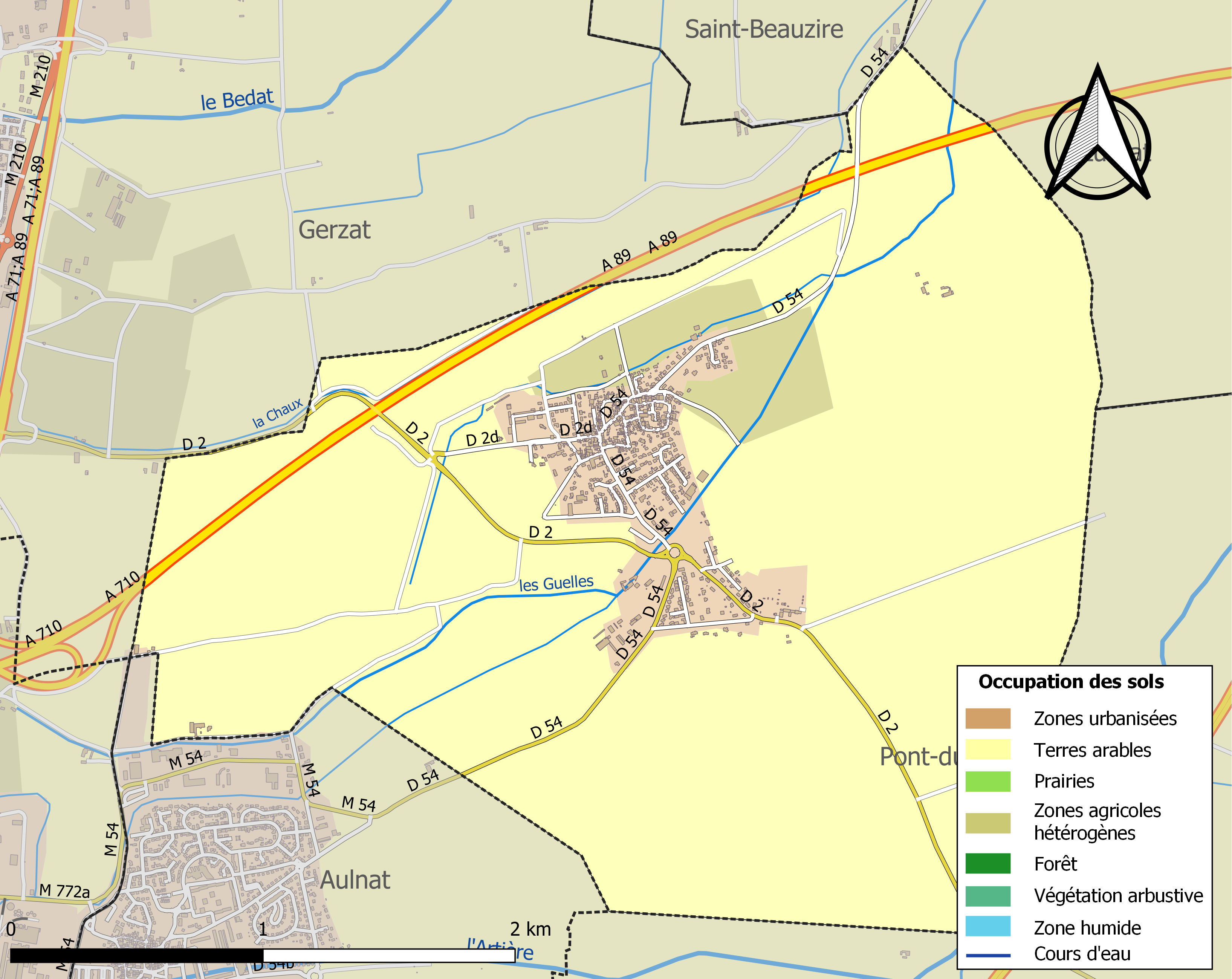
Kaart van de gemeente met belangrijkste infrastructuur, bodemgebruik en omliggende gemeenten

## Demografie
Onderstaande figuur toont het verloop van het inwonertal (bron: INSEE-tellingen).